# Exellodendron cordatum
Exellodendron cordatum är en tvåhjärtbladig växtart som först beskrevs av Joseph Dalton Hooker, och fick sitt nu gällande namn av Ghillean `Iain' Tolmie Prance. Exellodendron cordatum ingår i släktet Exellodendron och familjen Chrysobalanaceae. Inga underarter finns listade i Catalogue of Life.